# Aldegonde Desmoulins
Antoinette Desmoulins, plus connue sous son nom en religion sœur Aldegonde Desmoulins, est une religieuse bénédictine, née en 1611 à Mons et morte le 5 décembre 1692 à l'abbaye de la Paix Notre-Dame de Liège. Elle est connue pour l'importance et la diversité de sa production littéraire, musicale, picturale et architecturale.

## Biographie
Antoinette Desmoulins naît en 1611 à Mons, de Jean Desmoulins, peintre, et de Yolande ou Hélaine Hennault.  C'est probablement son père qui est son premier formateur en dessin et en peinture. Attirée tôt par la vie religieuse, elle songe dès ses dix-sept ans à prendre le voile, mais ne passe pas à l'acte pour des raisons inconnues. En avril 1640, la fondation de l'abbaye Notre-Dame de la Paix de Mons attire son attention sur cette congrégation. Elle choisit en revanche la maison-mère de Liège pour y faire ses vœux.
Sa prise d'habit a lieu le 12 novembre 1640, ses vœux définitifs au début de 1642. Elle meurt dans ce monastère le 5 décembre 1692.

## Œuvres

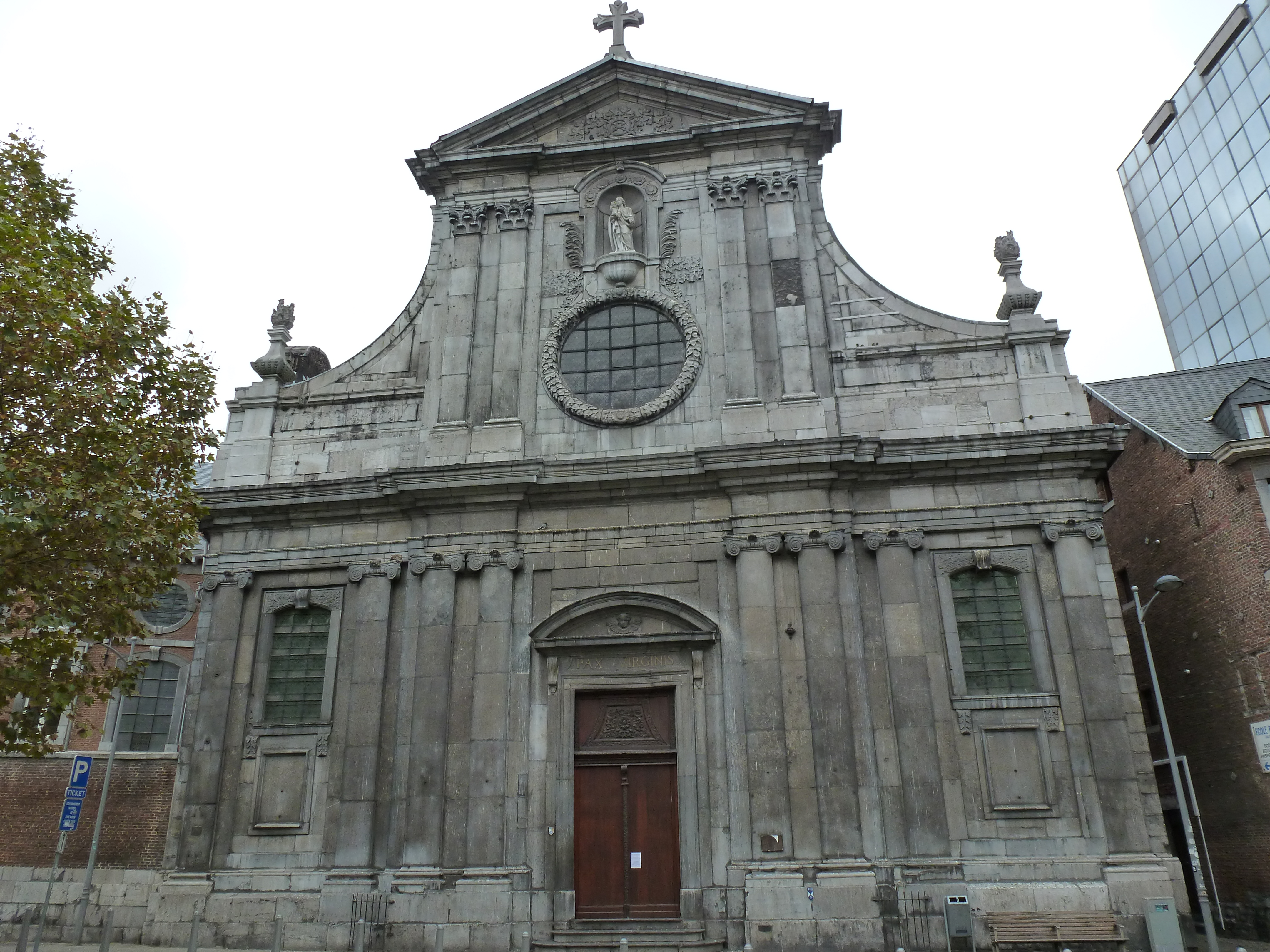
La façade de l'église abbatiale de la Paix Notre-Dame de Liège, œuvre d'Aldegonde Desmoulins.

Tout au long de sa vie religieuse, Aldegonde Desmoulins produit une œuvre artistique très vaste et diverse : littéraire, musicale, picturale et architecturale. 
Son travail le plus connu est la maîtrise d'œuvre de la construction de la nouvelle église abbatiale, chantier qu'elle mène de 1675 à 1690 à la demande de la deuxième abbesse de la Paix Notre-Dame, madame Counotte. En particulier, le cahier des charges qui lui est confié implique de ne pas repartir d'une table rase mais de composer avec les bâtiments existants, tout en ajustant les nouvelles constructions aux exigences topographiques, hydrographiques et du réseau viaire. Par ailleurs, le projet spirituel et éducatif porté par le monastère impliquent un cloisonnement des espaces liturgiques afin de séparer les religieuses de leurs pensionnaires d'une part et des fidèles d'autre part. Le chantier comprend l'agrandissement du chœur, l'adjonction d'un confessionnal, d'une sacristie, de tribunes et d'un clocher. Sur le plan technique, Aldegonde supervise l'approvisionnement en matériaux puis le chantier lui-même, qui est achevé deux ans avant sa mort.
Sur le plan musical, des visiteurs venus à l'occasion d'une profession solennelle le 27 février 1669 entendent « une très belle musique […] une belle chanson en Francoy, composée par Dame Aldegonde ». Une pièce morale, dont des fragments ont été retrouvés au XIXe siècle, lui est parfois attribuée. Elle est composée en vers pour partie français et pour partie wallons, et traite de la vanité des plaisirs mondains et du sérieux du mariage.
Elle a également une production notable en peinture sur bois, en calligraphie et en enluminure des manuscrits, notamment un bréviaire qu’elle a co-signé, revêtu de lettrines et de cartouches, et qui est conservé au monastère des bénédictines de Liège. Elle réalise également les esquisses préparatoires des vêtements et ornements liturgiques.